# Benafigos
Benafigos (peña fronteriza, de penna-, "peña" y -fictus, "hito") es un municipio de la Comunidad Valenciana, España. Situado en la provincia de Castellón y en la comarca del Alto Maestrazgo.

## Geografía

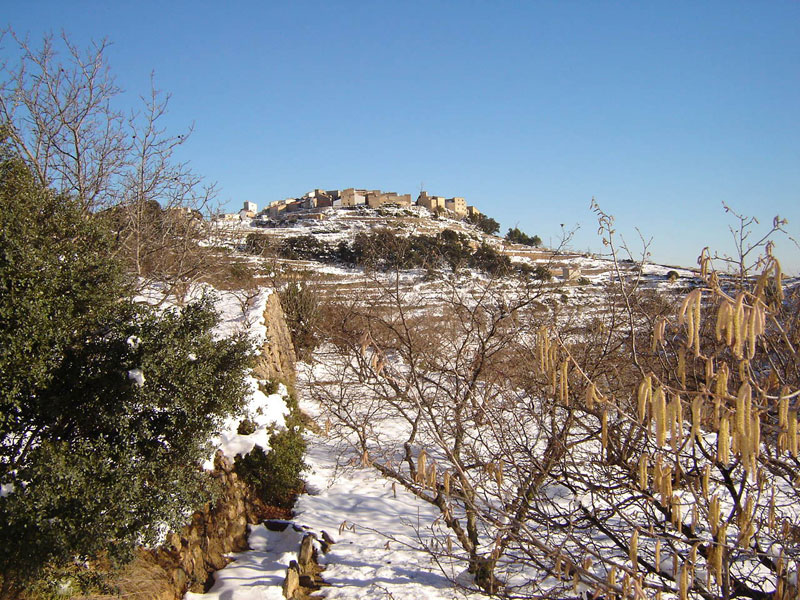
Benafigos (enero de 2007)

Situado entre el río Monleón y la rambla de Benafigos, está asentado sobre un cerro coronado por las casas del pueblo en un terreno inhóspito pero que le da una gran belleza; Benafigos es un pueblo de calles retorcidas y estrechas llenas de restos del castillo que le da origen. Pueblo de montaña, cuenta con tres fuentes de una magnífica calidad de agua y cimas como el Coll del Vidre (1.083 m.), la Penyaroja (1.063 m.) y el Morral Blanc (1.021 m.). La superficie no cultivada está cubierta en su mayor parte por pinos, encinas y matojos.
Desde Castellón de la Plana se accede a esta localidad a través de la CV-10, tomando luego la CV-15, a continuación la CV-165 y finalmente la CV-169.
Las primeras lluvias de otoño llenan la frontera con Vistabella de buscadores de setas en un paraje prácticamente virgen (la Lloma), desde el que se pueden divisar los buitres leonados remontando el vuelo desde el interior del cañón del río Monleón, así como ejemplares de cabra ibérica.
El recogido valle que alberga al ermitorio de la Ortisella (a 4 km del casco urbano, en la carretera de Benafigos a Vistabella), que cuenta con asadores y mesas de piedra, así como con tres fuentes, es otro de los parajes que, permite estar en contacto con la naturaleza en estado puro.
Existen numerosas construcciones de piedra en seco a lo largo y ancho de todo su territorio.

### Clima
A caballo entre el clima continental (por su altitud, a 945 m) y el mediterráneo (por su cercanía al mar Mediterráneo, que está a 35 km), los inviernos suelen ser fríos y los veranos suaves.
Las cantidades de lluvia (que en alguna ocasión se convierte en nieve entre los meses de noviembre a abril) son mucho más altas que la media provincial; los fenómenos tormentosos, con abundante aparato eléctrico (se han producido algunos incendios forestales por esta causa), son habituales en verano, descargando fuertes trombas de agua que cesan tan rápido como se inician.
Dada su ubicación en la cima de un peñasco, el fenómeno más destacable es el viento, que suele superar, sobre todo en otoño e invierno, los 100 km/h; también la escarcha suele aparecer en los meses más fríos.

### Barrios y pedanías
En el término municipal de Benafigos se encuentran los siguientes núcleos de población:
- Partida de Arriba, que es principalmente el casco urbano.
- Partida de Abajo o Sol del Terme.

### Localidades limítrofes
El término municipal de Benafigos limita con las localidades de Culla, Adzaneta, y Vistabella del Maestrazgo, todas ellas de la provincia de Castellón.

## Historia
Pesar de las múltiples evidencias arqueológicas en los pueblos vecinos que vendrían a demostrar que todo el territorio circundante fue habitado desde muchos miles de años antes de Cristo (arte rupestre en Culla o Ares, restos íberos e inscripciones romanas en pueblos limítrofes o muy próximos...), en Benafigos no han quedado restos físicos, al menos por lo que se conoce hasta la fecha, de poblados anteriores al siglo XIII; el hallazgo de huesos humanos en lo que pudo ser el antiguo cementerio (en un solar dirigido hacia La Meca que ha quedado integrado en el actual casco urbano) no es suficiente para afirmar sin ninguna duda que hubo en Benafigos un poblado árabe, aunque esté comúnmente aceptado que fuese así.
Existe, no obstante, abundante evidencia toponímica del paso de diversos pueblos como el íbero (la Roca de la Morranda, de murruandia o sierra avanzada, El Doró, de duarria o abismo, La Garrobera, de karri o zona inclinada...) o el árabe (La Cagaferrà, donde se depositaban los restos de las fundiciones de hierro...), por lo que la presencia de esos pueblos en el actual término municipal de Benafigos es más que probable, aunque la Historia conocida y contrastada se inicia unos años antes de la reconquista de Jaime I.

### SigloXIII
En 1203 es donado por Pedro II el Católico, como parte del castillo del Boi (ya conquistado, en el actual término municipal de Vistabella), a Arnaldo Palacín.
En 1213 es donado, esta vez junto con el resto del castillo de Culla, por Pedro II el Católico a la Orden del Temple, si bien no existe constancia documental de que llegara a ser efectivamente poseído por dicha Orden antes de la llegada de Jaime I (las donaciones de toda la zona anteriores a 1232 se realizaban generalmente como contraprestación a una futura conquista que, en la mayor parte de los casos, nunca llegó a producirse).
De la inaccesibilidad del lugar y de las continuas donaciones fallidas de principios del siglo XIII (por estar en la frontera entre el reino musulmán de Valencia y las tierras conquistadas de Aragón), es fácil deducir que su fundación obedecería a necesidades militares.
En 1225 Jaime I confirma a Poncio de Torrella, Obispo de Tortosa, las delimitaciones de ese Obispado, dentro del cual queda incluido Benafigos; en 1234 es el Obispado de Tortosa el que cede la mitad de la primicia y del diezmo del castillo de Culla (ahora sí conquistado) a Blasco de Alagón. El año siguiente Jaime I dona a Blasco de Alagón la villa y el castillo de Culla a cambio de parte del castillo de Morella; tras la muerte de éste en 1239, el castillo de Culla pasa a manos de su hija Constanza de Alagón, casada con Guillermo de Anglesola. Benafigos, tal y como se desprende de los límites obrantes en la carta de población de Culla, formaba parte de dicho castillo junto a los actuales términos municipales de Vistabella, Adzaneta, Torre de Embesora y Villar de Canes (todos ellos incluidos dentro de los límites del término de Culla), además de Benasal y Villafranca del Cid (que obtuvieron su carta de población antes que Culla, en 1239).
| Mapa del término de Culla según su carta de población (1244) | Evolución del término de Culla desde 1244 a 1273 |
| Mapa del término de Culla según su carta de población (1244) | Evolución del término de Culla desde 1244 a 1273 |

Benafigos es la única unidad territorial del término de Culla delimitado entre 1213 y 1244 que, junto con el castillo del Boi, no tiene carta de población conocida posterior a la llegada de Jaime I a estas tierras; sin embargo, sí aparece citado en la carta de población de Atzeneta (de 1272), siendo delimitador de su frontera.
La iglesia parroquial, en la que aún se conservan dos arcos góticos en su interior, fue construida en el siglo XIII y podría haber sido regida y gestionada en sus inicios por la Orden de San Juan; del castillo se conservan restos tanto de la muralla como de algunos arcos, si bien todos los elementos del mismo forman parte en la actualidad de varias viviendas particulares.
| Arco gótico en el interior de la iglesia parroquial de Benafigos | Restos de la muralla del castillo de Benafigos | Arco en el recorrido de la muralla del castillo de Benafigos |
| Arco gótico en el interior de la iglesia parroquial de Benafigos | Restos de la muralla del castillo de Benafigos | Arco en el recorrido de la muralla del castillo de Benafigos |

La última década del siglo XIII Benafigos estuvo en manos de Artal de Alagón, quien en su lucha por la herencia de su abuelo (Blasco de Alagón) arrebataría Benafigos, Benasal y El Molinell a su primo Guillermo de Anglesola, que conseguiría recuperarlos el 7 de enero de 1300 para reintegrarlos en el Castillo de Culla el 26 de octubre de ese mismo año.

### Siglos XIV al XIX
Guillermo  de Anglesola (el hijo de Constanza de Alagón, quien le donó el castillo de Culla en 1263) lo vende en 1303, junto al resto del castillo, a la Orden del Temple; a la extinción de ésta en 1312 y tras una breve etapa de transición en manos de la Corona y de la Orden de San Juan de Jerusalén, pasó al señorío de la de Montesa en 1319.
De estas fechas son los primeros datos conocidos sobre el tamaño de Benafigos, que en 1320 tenía 30 casas según el inventario realizado tras la fundación de la Orden de Montesa.
El 4 de abril de 1593, durante el reinado de Felipe II, pasa a manos de la Corona, como el resto de posesiones de la Orden de Montesa.
El 17 de agosto de 1812, dentro de la Guerra de la Independencia Española, Benafigos fue escenario de una desigual batalla entre el ex-fraile franciscano Asensio Nebot (que disponía de unos 500 a 600 hombres en la localidad) y el general francés Mazzuchelli, que venía desde Castellón con 1300 hombres y 80 caballos; aunque El Fraile tuvo que replegarse hasta Vistabella tras las tres horas que duró la batalla, logró infligir numerosas bajas a las tropas francesas sin apenas sufrir bajas propias (160 muertos y numerosos heridos frente a un muerto y tres heridos). Tras ese repliegue, algunos hombres de El Fraile lograron interceptar un convoy de víveres destinado a las tropas francesas (si bien la intención inicial era cortar las comunicaciones con Castellón), lo que obligó a Mazzuchelli a retirarse hacia Castellón a través de Benafigos y Lucena. Ante el éxito de los reclutamientos de Asensio Nebot entre los habitantes de la zona, el teniente coronel francés Ronfort dictó una orden (bajo la amenaza de encarcelar a todas las mujeres en un fuerte e imponer multas de 1000 pesetas), el 25 de febrero de 1813, para que ningún pueblo (entre ellos, Benafigos) siguiera ofreciendo reclutas al Fraile.

### De las guerras carlistas hasta nuestros días
Tanto en la Primera Guerra Carlista como en la Tercera, Benafigos quedó bajo el área de influencia del carlismo; Morella desde 1838 a 1840 y Cantavieja entre 1874 y 1875 fueron las capitales bajo las que quedó encuadrado. Las partidas carlistas de Manuel Martínez Pelejana en 1836 o las de Pascual Cucala, el capitán Chevelo o Cea entre 1872 y 1873 protagonizaron algunas escaramuzas y generaron algunas noticias en la prensa de la época. El 28 de junio de 1875 Benafigos dejaría atrás el carlismo tras el paso del ejército gubernamental en dirección a Cantavieja, que caería poco después tras varios días de asedio.
Durante la Guerra Civil estuvo en manos republicanas hasta el 7 de junio de 1938, cuando la 1.ª División Navarra del General Rafael García Valiño entró en Benafigos procedente de Vistabella; la Guerra Civil no dejó bombardeos en el núcleo urbano, como sí ocurrió con el vecino pueblo de Adzaneta del Maestrazgo. Tampoco se conocen deportados a campos de exterminio nazis, como sí ocurrió en todos los pueblos limítrofes.
En el año 2023 el municipio fue incorporado a su comarca histórica del Alto Maestrazgo dejando atrás su pertenencia al Alcalatén.

## Administración

#### Elecciones locales
| Partido político                                | 2015  | 2015  | 2015       | 2019  | 2019  | 2019       | 2019 |
| Partido político                                | Votos | %     | Concejales | Votos | %     | Concejales |      |
| Partido Popular (PP)                            | 71    | 68,93 | 4          | 44    | 44,44 | 1          |      |
| Partit Socialista del País Valencià (PSPV-PSOE) | 19    | 18,45 | 1          | 47    | 47,47 | 2          |      |

Alcaldía
| Periodo   | Nombre                                                              | Partido                        |
| --------- | ------------------------------------------------------------------- | ------------------------------ |
| 1979-1983 | Eredio Rovira Domingo                                               | UCD                            |
| 1983-1987 | Eredio Rovira Domingo                                               | Partido Demócrata Liberal      |
| 1987-1991 | Eredio Rovira Domingo                                               | Coalición Electoral Valenciana |
| 1991-1995 | Eredio Rovira Domingo                                               | PSPV-PSOE                      |
| 1995-1999 | Eredio Rovira Domingo                                               | PSPV-PSOE                      |
| 1999-2003 | Jeremías Safont Pons                                                | PSPV-PSOE                      |
| 2003-2007 | Jeremías Safont Pons                                                | PSPV-PSOE                      |
| 2007-2011 | Jeremías Safont Pons (2007-2009) y Mª Rosario Escrig Safont (2009-) | PSPV-PSOE                      |
| 2011-2015 | María Mercedes Cortés Lázaro                                        | PP                             |
| 2015-2019 | María Mercedes Cortés Lázaro                                        | PP                             |
| 2019-2023 | Sara Escrig Bellés                                                  | PP                             |
| 2023-act. | Raquel Escobar Solsona                                              | PSPV-PSOE                      |

## Demografía
Benafigos cuenta con una población de 126 habitantes (INE 2024).

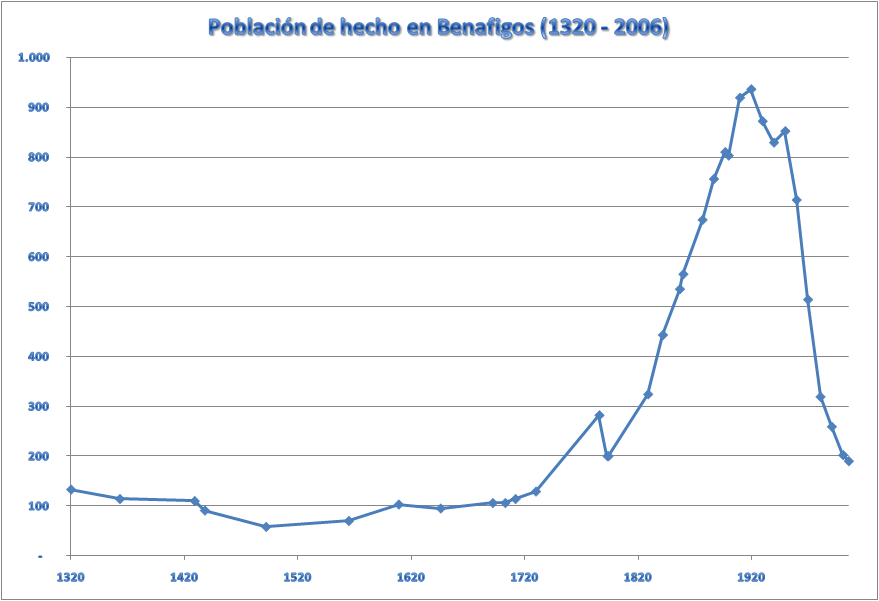
Población de Benafigos (1320-2006)

| Gráfica de evolución demográfica de Benafigos entre 1842 y 2021                                                     |
| |
| Población de derecho según los censos de población del INE Población de hecho según los censos de población del INE |

| 1990 | 1992 | 1994 | 1996 | 1998 | 2000 | 2002 | 2004 | 2006 | 2008 | 2010 | 2012 | 2014 | 2016 | 2018 | 2019 | 2020 |
| ---- | ---- | ---- | ---- | ---- | ---- | ---- | ---- | ---- | ---- | ---- | ---- | ---- | ---- | ---- | ---- | ---- |
| 279  | 253  | 251  | 238  | 218  | 206  | 194  | 186  | 190  | 171  | 158  | 165  | 156  | 160  | 149  | 142  | 138  |

## Refranes populares relacionados con Benafigos
- "Benafigos, pocos y mal avenidos"
- "Si en Benafigos hace frío, en Vistabella no queda nadie de pie" (traducción de: "Si a Benafigos fa fret, a Vistabella ja no queda ningú dret")
- "Poco tendremos, pero todo aprovechamos" (traducción de: "Poc tindrem, però tot aprofitem")

## Economía
La economía se basa en el cultivo de la avellana y del almendro, junto a cultivos menores de olivos; existen también pequeñas explotaciones ganaderas. El resto de cultivos (uva, algarrobas, patatas o huertos de regadío) se destinan principalmente al autoconsumo dado su bajo rendimiento y escasa extensión; la superficie total cultivada es de 506 ha, que suponen el 14% de la superficie del término municipal.
Cabe destacar también las pequeñas empresas familiares destinadas principalmente a la hostelería y a la alimentación; el turismo rural, menos desarrollado que en los municipios vecinos, se está abriendo paso poco a poco a través del incremento de la oferta de viviendas en alquiler para fines de semana o para temporadas más amplias.

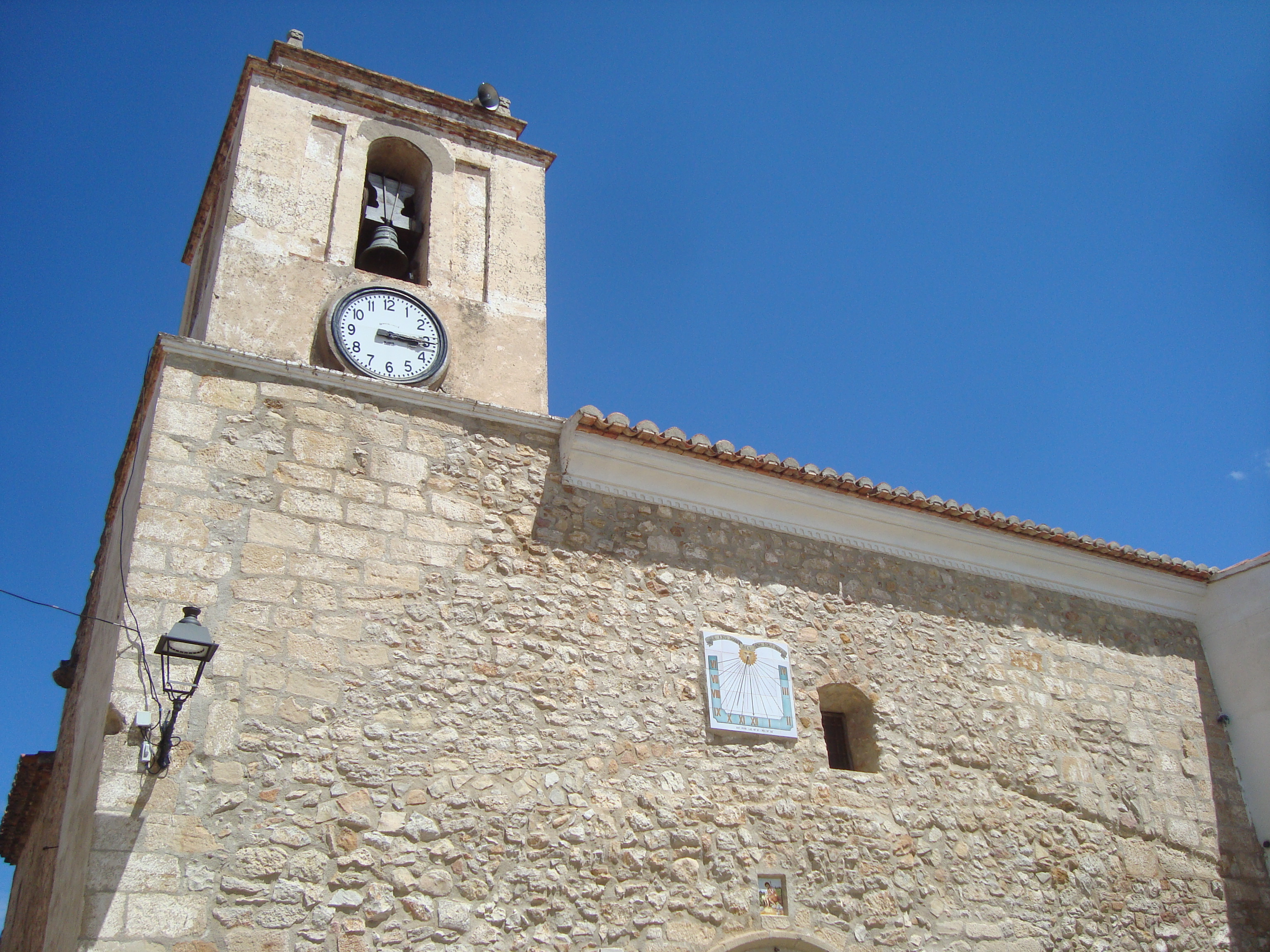
Iglesia parroquial de San Juan Bautista (Benafigos)

## Monumentos

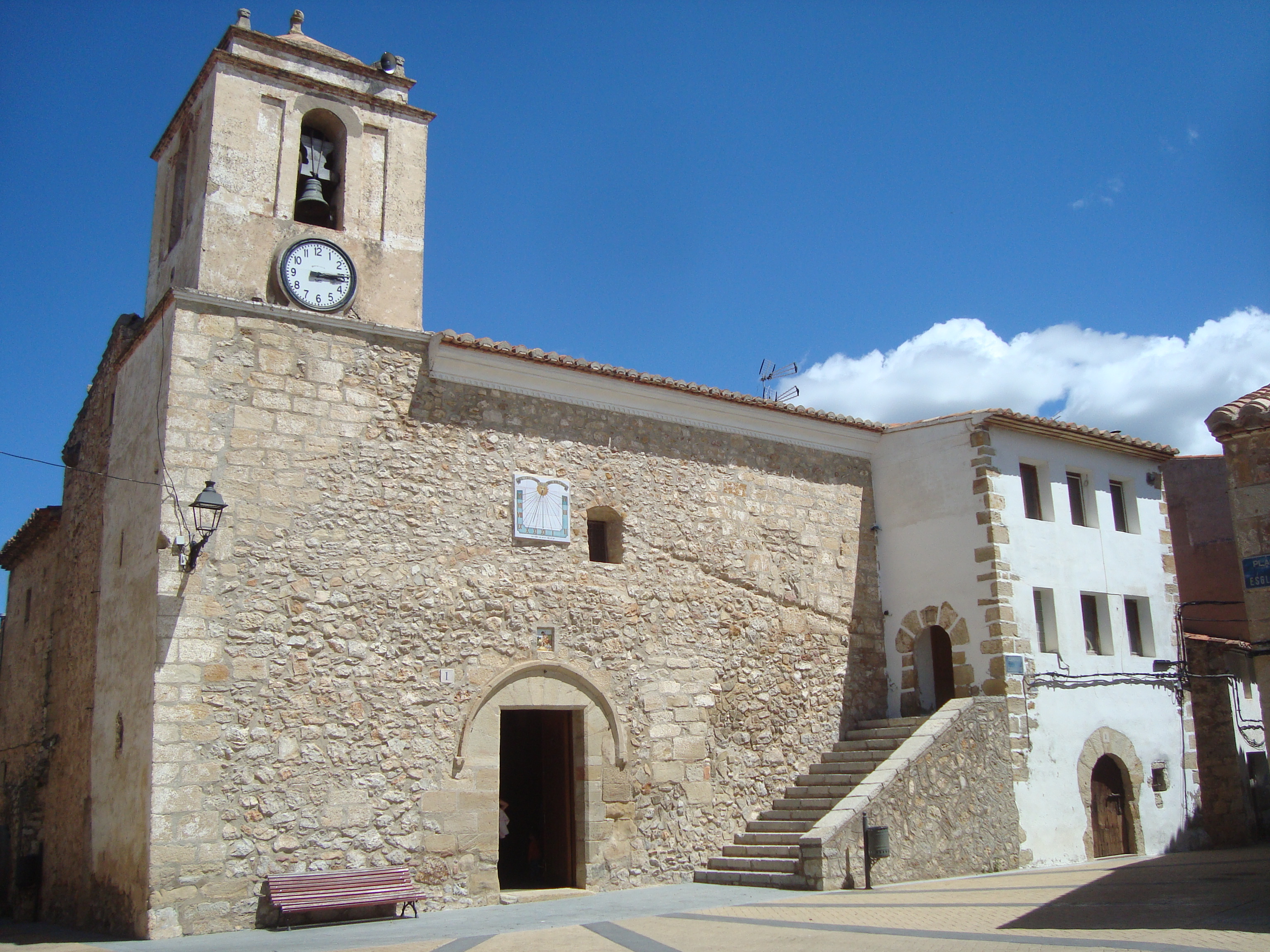
Iglesia parroquial de San Juan Bautista (Benafigos)

- Iglesia parroquial de San Juan Bautista (Benafigos)Iglesia de San Juan Bautista. Del siglo XIII. Parcialmente restaurada en 2003.

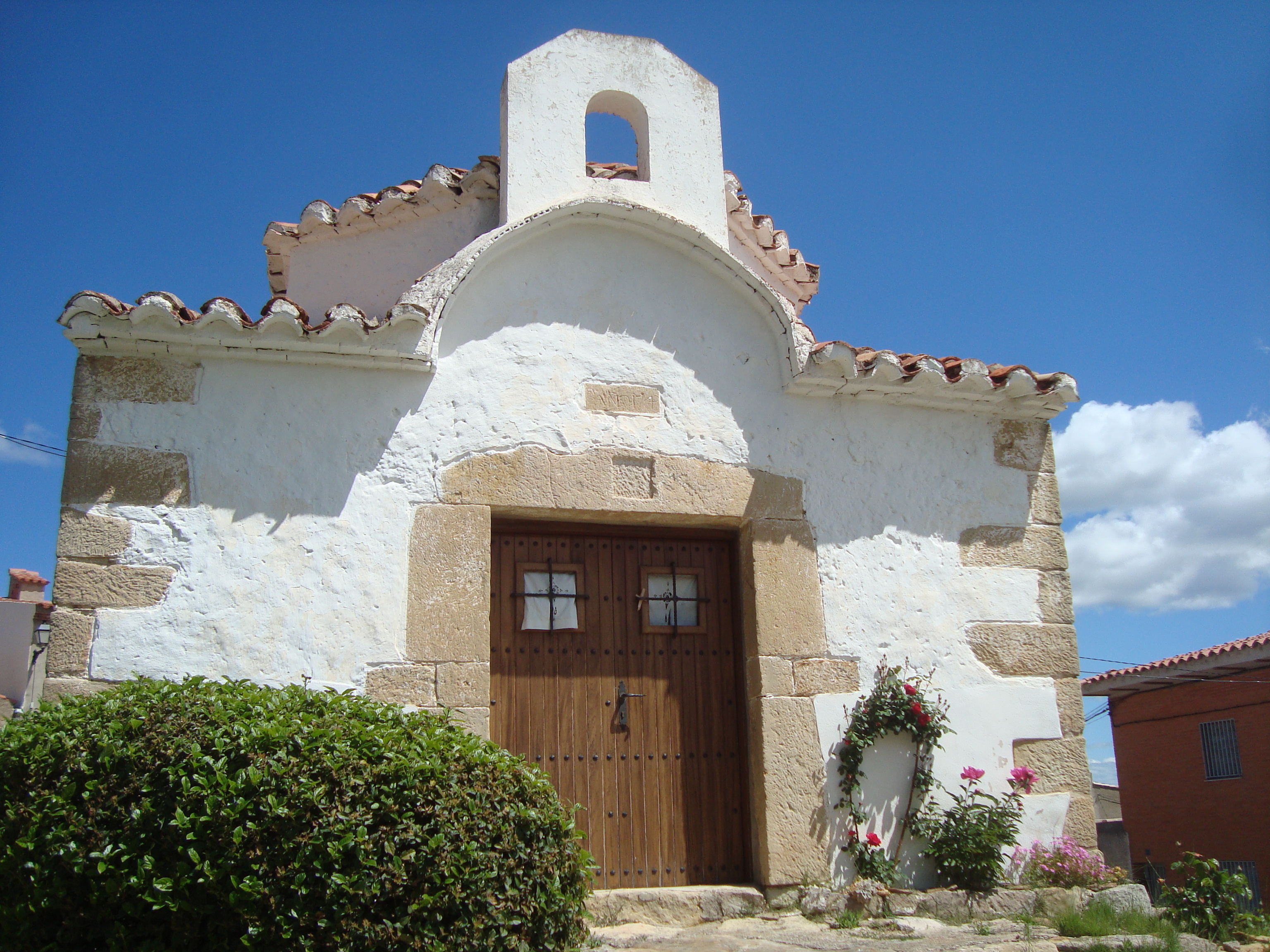
Ermita del Santo Cristo del Calvario (Benafigos)

- Ermita del Santo Cristo del Calvario (Benafigos)Ermita del Santo Cristo del Calvario.
- Ermita de la Ortisella.(siglo XVI)
- Museo parroquial, con diversas obras, entre ellas un retablo del siglo XV.
- Museo Histórico Arqueológico Municipal. Con una amplia muestra de los yacimientos iberos de la zona.
- El Castillo, prácticamente desaparecido ya que parte de la muralla está integrada en las casas del pueblo.

## Gastronomía.
La gastronomía de Benafigos es consistente, como corresponde a un pueblo de montaña, entre sus platos típicos podemos citar los caldos, legumbres, ternascos, carnes de cordero y platos de caza. El conejo con caracoles o el tombet , sin olvidar los excelentes embutidos y jamones.  La trufa es otro atractivo de Benafigos. En repostería destacan los “pastissets”, la “fogaseta”, el “pan’oli” o la “cascanya”.